# Metzing
Metzing és un municipi francès, situat al departament del Mosel·la i a la regió del Gran Est. L'any 2007 tenia 585 habitants.

## Demografia

### Població
El 2007 la població de fet de Metzing era de 585 persones. Hi havia 230 famílies, de les quals 45 eren unipersonals (19 homes vivint sols i 26 dones vivint soles), 70 parelles sense fills, 89 parelles amb fills i 26 famílies monoparentals amb fills.
La població ha evolucionat segons el següent gràfic:
Habitants censats

### Habitatges
El 2007 hi havia 249 habitatges, 234 eren l'habitatge principal de la família, 1 era una segona residència i 14 estaven desocupats. 194 eren cases i 55 eren apartaments. Dels 234 habitatges principals, 179 estaven ocupats pels seus propietaris, 48 estaven llogats i ocupats pels llogaters i 6 estaven cedits a títol gratuït; 2 tenien una cambra, 11 en tenien dues, 32 en tenien tres, 40 en tenien quatre i 149 en tenien cinc o més. 223 habitatges disposaven pel capbaix d'una plaça de pàrquing. A 94 habitatges hi havia un automòbil i a 127 n'hi havia dos o més.

### Piràmide de població
La piràmide de població per edats i sexe el 2009 era:
| Homes | Edats   | Dones |
| ----- | ------- | ----- |
| 0     | 95 o +  | 0     |
| 4     | 90 a 94 | 4     |
| 12    | 85 a 89 | 8     |
| 4     | 80 a 84 | 4     |
| 4     | 75 a 79 | 8     |
| 4     | 70 a 74 | 12    |
| 16    | 65 a 69 | 24    |
| 16    | 60 a 64 | 8     |
| 8     | 55 a 59 | 12    |
| 28    | 50 a 54 | 24    |
| 28    | 45 a 49 | 28    |
| 16    | 40 a 44 | 24    |
| 24    | 35 a 39 | 16    |
| 20    | 30 a 34 | 20    |
| 4     | 25 a 29 | 16    |
| 24    | 20 a 24 | 12    |
| 16    | 15 a 19 | 20    |
| 24    | 10 a 14 | 4     |
| 28    | 5 a 9   | 8     |
| 8     | 0 a 4   | 8     |

## Economia
El 2007 la població en edat de treballar era de 420 persones, 295 eren actives i 125 eren inactives. De les 295 persones actives 262 estaven ocupades (145 homes i 117 dones) i 33 estaven aturades (13 homes i 20 dones). De les 125 persones inactives 46 estaven jubilades, 36 estaven estudiant i 43 estaven classificades com a «altres inactius».

### Ingressos
El 2009 a Metzing hi havia 241 unitats fiscals que integraven 630 persones, la mediana anual d'ingressos fiscals per persona era de 18.906,5 €.

### Activitats econòmiques
Dels 17 establiments que hi havia el 2007, 2 eren d'empreses de fabricació d'altres productes industrials, 10 d'empreses de construcció, 1 d'una empresa de comerç i reparació d'automòbils, 3 d'empreses d'hostatgeria i restauració i 1 d'una entitat de l'administració pública.
Dels 11 establiments de servei als particulars que hi havia el 2009, 2 eren paletes, 1 guixaire pintor, 3 fusteries, 1 lampisteria, 2 electricistes, 1 empresa de construcció i 1 restaurant.
L'any 2000 a Metzing hi havia 6 explotacions agrícoles.

## Equipaments sanitaris i escolars
El 2009 hi havia 1 escola maternal i 1 escola elemental.

## Poblacions més properes
El següent diagrama mostra les poblacions més properes.